# Rio Blyde Canyon
Rio Blyde Canyon é um rio da África do Sul.